# Margaret Himfi
Margaret Himfi, död efter 1408, var en ungersk adelskvinna och slav, som blev berömd för historien kring hennes kidnappning och liv i slaveri.  Hon tillhörde en ungersk adelsfamilj, och togs som slav under osmanska gränsräder under en inte exakt specificerad tidpunkt. Hennes familj efterlyste henne, och hon återfanns slutligen år 1405 som slav till den venetianske köpmannen Giorgio Darvasio på Kreta, som då tillhörde republiken Venedig; hon hade då två döttrar med honom. Han tvingades frige henne, och hon återvände då till Ungern. Hennes historia är berömd och har varit föremål för forskning. 